# Burckhard Dörr
Burckhard Dörr (* 25. Mai 1947 in Berlin) ist ein deutscher Ingenieur und ehemaliger Volkskammerabgeordneter des BFD.

## Leben
Dörrs Eltern Kurt und Lucie waren seit 1946 Inhaber einer Textilwäscherei in Schöneiche. Nach dem Besuch der Oberschule in Schöneiche machte Dörr im elterlichen Betrieb eine Lehre zum Wäschereifacharbeiter. Nach der Ausbildung absolvierte Dörr in den 1970er Jahren ein Studium an der Ingenieurschule für Textiltechnik in Forst/Lausitz, welches er als Ingenieur für Textiltechnik abschloss. Der elterliche Betrieb war 1970 inzwischen zunächst zu einer halbstaatlichen Kommanditgesellschaft umgewandelt worden, wenige Jahre später wurde daraus der VE Dienstleistungsbetrieb Schöneiche. Dörr kehrte nach dem Studium in den Betrieb zurück und wirkte bis zur politischen Wende als Betriebsdirektor dieses volkseigenen Betriebes, der zum Ende der DDR hin 12 Annahmestellen im Raum Schöneiche aufwies. Dörr überführte den Betrieb in eine GmbH und beschäftigte 1992 bereits 45 Mitarbeiter. 2002 hatte Dörrs Firma 120 Annahmestellen in der Region. Kurz darauf musste Dörr die Firma zunächst schließen. Unter einem neuen Firmeninhaber wurde die DÖRR Textilpflege Schöneiche GmbH weitergeführt, in der Dörr selbst einige Zeit noch als Geschäftsführer tätig war. 2011 ging die Firma endgültig in die Insolvenz.

## Politischer Werdegang
Bereits 1964 trat Dörr in die LDPD ein, die in der DDR vor allem von Selbständigen gewählt wurde. In der Zeit der politischen Wende und den neuen wirtschaftlichen Möglichkeiten begann auch Dörr sich politisch zu betätigen. So wurde er im Januar 1990 LDPD-Ortsvorsitzender in Schöneiche. Auf dem außerordentlichen Parteitag der LDPD am 10. Februar 1990 in Dresden wurde er in den Parteivorstand gewählt. Im Rahmen der ersten freien Volkskammerwahlen am 18. März 1990 kandidierte Dörr für die Listenvereinigung Bund Freier Demokraten, der die LDPD, die DFP und die FDP der DDR angehörten. Dörr war von der Vertreterversammlung des BFD am 26. Februar 1990 zum Spitzenkandidat für den Wahlkreis Frankfurt/Oder gewählt worden. Da der BFD mit 4,2 % der Stimmen im Wahlbezirk ein Mandat erringen konnte, zog Dörr als BFD-Abgeordneter in die Volkskammer ein. Nach der Fusion von LDPD und NDPD zur Partei BFD wurde Dörr auch in den BFD-Parteivorstand gewählt. Mit dem Vereinigungsparteitag der FDP im August 1990 wurde Dörr FDP-Mitglied. 1997 fungierte er für einige Zeit als Ortsvorsteher von Reinhardshain. Im September 1998 wurde Dörr als FDP-Vertreter in die Schöneicher Gemeindevertretung gewählt, wo er sogleich zu deren Vorsitzenden gewählt. 2001 trat Dörr von diesem Amt zurück.